# جائزة بريطانيا الكبرى للدراجات النارية 1989
جائزة بريطانيا الكبرى للدراجات النارية 1989 هو سباق دراجات نارية أقيم بتاريخ 6 أغسطس 1989 في دونينجتون بارك. كان الجولة الثانية عشر من أصل 15 في سباق الجائزة الكبرى للدراجات النارية موسم 1989. فاز الأمريكي كيفن شوانتز بفئة 500 سي سي بينما جاء الأمريكي إدي لوسون في المركز الثاني وحصل على المركز الثالث الأمريكي وين ريني.

## وصلات خارجية
- الموقع الرسمي